# Albarracina
Albarracina é um gênero de traça pertencente à família Arctiidae.

## Espécies
- Albarracina alluaudi Oberthür, 1922
- Albarracina autumnalis Krüger, 1939
- Albarracina baui Standfuss, 1890
- Albarracina korbi Staudinger, 1883
- Albarracina syriaca Standfuss, 1890
- Albarracina warionis Oberthür, 1922